# El Progreso, Guatemala
El Progreso är en kommunhuvudort i Guatemala.   Den ligger i departementet Departamento de Jutiapa, i den södra delen av landet, 80 km öster om huvudstaden Guatemala City. El Progreso ligger 962 meter över havet och antalet invånare är 7 350.
Terrängen runt El Progreso är varierad. Runt El Progreso är det ganska tätbefolkat, med 90 invånare per kvadratkilometer. Närmaste större samhälle är Jutiapa, 8,1 km sydväst om El Progreso. Omgivningarna runt El Progreso är en mosaik av jordbruksmark och naturlig växtlighet.